# Putovanje na mjesto nesreće (1971.)
Putovanje na mjesto nesreće, hrvatski dugometražni film iz 1971. godine.